# Lucky Carson
Lucky Carson er en amerikansk stumfilm fra 1921 af Wilfrid North.

## Medvirkende
- Earle Williams som John Peters / David 'Lucky' Carson
- Earl Schenck som Rudolph Kluck
- Betty Ross Clarke som Doris Bancroft
- Gertrude Astor som Marinoff
- Collette Forbes som Edith Bancroft
- James Butler som Tommy Delmaer
- Loyal Underwood som Sloan